# Ophiomoeris nodosa
Ophiomoeris nodosa är en ormstjärneart som först beskrevs av Jean Baptiste François René Koehler 1905.  Ophiomoeris nodosa ingår i släktet Ophiomoeris och familjen Hemieuryalidae. Inga underarter finns listade i Catalogue of Life.